# Anopheles tigertti
Anopheles tigertti este o specie de țânțari din genul Anopheles, descrisă de John E. Scanlon și EL Peyton în anul 1967.
Este endemică în Thailand. Conform Catalogue of Life specia Anopheles tigertti nu are subspecii cunoscute.